# Lacrosse als Jocs Olímpics d'estiu de 1948
Als Jocs Olímpics d'Estiu de 1948 celebrats a la ciutat de Londres (Regne Unit) es disputà una competició de lacrosse com a esport de demostració. Aquesta fou l'última ocasió en la qual aquest esport fou present en el programa dels Jocs Olímpics d'estiu, ja sigui com a esport de demostració o plenament oficial.

## Comitès participants
Participaren 35 jugadors en representació de dos comitès nacionals diferents: 
- Estats Units (18)
- Regne Unit (17)

## Resultat
Es realitzà un únic partit entre les dues seleccions a l'Estadi de Wembley, finalitzant amb el resultat d'empat a 5 gols.